# Сюита в белом
«Сюита в белом» (фр. Suite en blanc) — одноактный балет на музыку из балета «Намуна» Эдуара Лало, хореография Сержа Лифаря.

## О балете
Премьера балета в исполнении балетной труппы парижской Оперы состоялась в Цюрихе 19 июня 1943 года. Художник — А. Диньимон.
Первые исполнители — Л. Дарсонваль, С. Шварц, И. Шовире, С. Лифарь, Р. Риц, Р. Фенонжуа.
Балет был показан в СССР в 1958 и 1969—1970 годах.
С некоторыми изменениями, под названием «Чёрное и белое» С. Лифарь поставил этот балет в 1946 году в труппе «Новый балет Монте-Карло».
«Сюита в белом» была также поставлена в 1963 году в Немецкой городской опере (Западный Берлин), 1966 — «Лондон фестивал балле».
В 2018 году балетная постановка была признана лучшей в номинации «Балет» театральной премии «Золотая Маска». Балет исполнялся в музыкальном театре имени Станиславского и Немировича-Данченко.